# Open Sales and Distribution Model
Das Open Sales and Distribution Model (OSDM) ist ein europäischer Industriestandard aus Datenmodell- und Softwareschnittstellen-Spezifikationen zum Verkauf und Vertrieb von Bahntickets, Reservierungen und Preisdaten. Das Modell wurde vom Internationalen Eisenbahnverband (UIC) in Zusammenarbeit mit Eisenbahnunternehmen und Ticketanbietern entwickelt und ist als UIC International Railway Solution (IRS) 90918-10 standardisiert.

## Zweck und Ziele
OSDM verfolgt zwei Hauptziele:
- Vereinfachung und Verbesserung des Buchungsprozesses für Kunden des öffentlichen Verkehrs
- Reduzierung der Komplexität und Vertriebskosten für Einzelhändler, Distributoren und Verkehrsunternehmen

Das System soll es ermöglichen, Fahrkarten in einem einzigen Kaufvorgang zu erwerben, mit optimalen Tarifen und klaren Nachverkaufsbedingungen.

## Entstehungsgeschichte
OSDM entstand aus der Fusion zweier Vorgängerprojekte:
Das new Tariff Model (nTM) wurde von der UIC als Nachfolgestandard des PRIFIS-Systems (PRIce and Fare Information Storage) entwickelt. Es definierte neue Standards für den Verkauf von Offline-Festpreissegmenten und Online-Dynamikpreissegmenten.
Das Full Service Model (FSM 2.0) wurde entwickelt, um den Vertrieb von öffentlichen Verkehrsprodukten und -dienstleistungen über eine einheitliche Schnittstelle (API) zu standardisieren und zu vereinfachen. FSM 2.0 definierte offene Standards zur Optimierung der Verwaltung von Buchungen, Reservierungen und zusätzlichen Dienstleistungen.

## Technische Spezifikation
OSDM ist als Open-Source-Spezifikation unter der Apache-2.0-Lizenz verfügbar und basiert auf modernen JSON-Formaten für Online-Anwendungen. Die Spezifikation umfasst:
- Standardisierte APIs für den Datenaustausch zwischen Unternehmen
- Unterstützung für statische Tarife (Massendatenübertragung) und dynamische Tarife (Online-Anfragen)
- Platzreservierungsfunktionen für eine harmonisierte Verkaufslösung
- Webhook-Unterstützung für Echtzeit-Benachrichtigungen

Im April 2025 erschien die stabile Version 3.5.0, während Version 4.0.0 sich in der Entwicklung befindet.

## Implementierung und Verbreitung
OSDM ist ein zentraler Baustein der CER Ticketing Roadmap, die anstrebt, das Planen und Kaufen von Bahnreisen in Europa zu vereinfachen. Die harmonisierte Implementierung von OSDM in der EU soll zu einer europaweiten standardisierten API für den Verkauf von Tickets für Bahnfahrten und andere Verkehrsmittel führen.
2021 vergab die UIC den Auftrag für die Bereitstellung der neuen OSDM-Plattform an Hit Rail B.V., die das bisherige PRIFIS-System ersetzt. Die Plattform wird als Software-as-a-Service (SaaS) in einer Cloud-basierten Umgebung bereitgestellt.

## Anwendungsbereiche
OSDM bietet folgende Vorteile:
- Für Reisende: Einfacher Zugang zu Tickets für alle Verkehrsmittel in einem Kaufvorgang
- Für Verkehrsunternehmen: Reduzierte Komplexität und Vertriebskosten durch standardisierte Schnittstellen
- Für Distributoren: Vereinfachter Zugang zu Verkehrsprodukten verschiedener Anbieter über eine einheitliche API

Das System unterstützt den Verkauf von Fahrkarten, Reservierungen und Zusatzleistungen sowohl auf Tarif- als auch auf Angebotsbasis.